# تشيت نيكولز سينيور
تشيت نيكولز سينيور (بالإنجليزية: Chet Nichols, Sr.)‏ هو لاعب كرة قاعدة أمريكي، ولد في 3 يوليو 1897، وتوفي في 11 يوليو 1982.

## وصلات خارجية
- تشيت نيكولز سينيور على موقعبيزبول رفرنس.كوم (الدوري الرئيسي) (الإنجليزية)
- تشيت نيكولز سينيور على موقعبيزبول رفرنس.كوم (الدوري الثانوي) (الإنجليزية)